# Франсистаун
Франсиста́ун (англ. Francistown) — 2-й по величине город Ботсваны, расположенный на юго-востоке Северо-Восточного округа в 400 км от Габороне. Население — 113 315 чел. (на 2001 г.). В городе расположен международный аэропорт и ж/д. Франсистаун расположен при слиянии притоков Лимпопо: Тати и Инчве, в 90 км от государственной границы Зимбабве. Город был центром первой золотой лихорадки в Южной Африке и до сих пор окружён старыми и брошенными шахтами и золотыми рудниками.

## Экономика
Франсистаун — железнодорожный узел. Через город проходит трансафриканское Шоссе Каир-Кейптаун, Транскалахарская автомагистраль и несколько региональных автомобильных дорог. В пригороде расположился Международный аэропорт имени Филлипа Гаонве Матанте.
Горнорудная промышленность и сельское хозяйство — лидеры экономики города. Основные компании по добыче минеральных ресурсов: Тати Никель (принадлежит ГМК Норильскому никелю), что разрабатывает месторождения Селкирк и Феникс, богатые никелем, медью и кобальтом; Промкомплекс Думела, являющийся крупным работодателем; Очистительный завод Металла Ботсваны, расположенный близь города, с 2008 г. управляется совместно с Тати. Один из элементов СМИ Франсистауна — газета Голос.

## Климат
| Показатель                    | Янв. | Фев. | Март | Апр. | Май  | Июнь | Июль | Авг. | Сен. | Окт. | Нояб. | Дек. | Год  |
| ----------------------------- | ---- | ---- | ---- | ---- | ---- | ---- | ---- | ---- | ---- | ---- | ----- | ---- | ---- |
| Средний суточный максимум, °C | 30,8 | 29,9 | 29,5 | 27,8 | 25,7 | 22,7 | 23,1 | 25,7 | 29,2 | 31,8 | 31,1  | 30,2 | 28,1 |
| Средняя температура, °C       | 24,8 | 24,1 | 23,1 | 20,9 | 17,3 | 14,3 | 14,5 | 17,1 | 20,9 | 24,3 | 24,8  | 24,4 | 20,5 |
| Средний суточный минимум, °C  | 18,8 | 18,3 | 16,8 | 14,0 | 8,9  | 5,9  | 5,9  | 8,4  | 12,6 | 16,8 | 18,4  | 18,6 | 12,9 |
| Норма осадков, мм             | 100  | 95   | 52   | 28   | 8    | 2    | 0    | 1    | 8    | 28   | 61    | 90   | 473  |
| Источник:                     |      |      |      |      |      |      |      |      |      |      |       |      |      |

## Культура
В городе Франсистаун расположена католическая церковь Пресвятой Девы Марии Пустыни, которая является кафедральным собором епархии Франсистауна.

## Образование
Педагогическое училище Франсистауна стало одним из университетских городков университета Ботсваны в 1973 году. Старшая средняя школа Франсистауна открылась в 1978 г. и сейчас в ней насчитывается 1200 студентов. Также есть две частные школы: средняя и начальная школа Джона Маккензи и начальная школа Клифтона. 10 октября 2008 Ян Кхама открыл Колледж Франсистауна технического и профессионального направления. Колледж был построен для размещения 1 500 учеников технических и профессионально-технических курсов и педагогических программ. Во всём профессионально-техническом департаменте отдел искусства, обучающие и учащиеся услуги доступны, с последующим получением технических навыков. Здания колледжа расположены среди экстенсивно благоустроенного 4-гектарного участка.